# Mary Bookstaver
Mary A. Bookstaver, conocida por el apodo de May, (1875-Nueva York, 1950) fue una feminista, activista y editora estadounidense.

## Trayectoria
Hija del Juez Henry W. Bookstaver y de Mary Baily Young, asistió a la escuela de Florence Baldwin y se graduó en el Bryn Mawr College en 1898 en historia y ciencias políticas. Después de la graduación, se mudó a Baltimore, Maryland, donde formó parte de un círculo de lesbianas licenciadas en Bryn Mawr, incluyendo a su amante, Mabel Haynes. Gertrude Stein, entonces estudiante en la Escuela de Medicina de la Universidad Johns Hopkins, se enamoró de Bookstaver, que aunque la encontró ingenua la inició en el amor físico. La experiencia causó una impresión profunda en Stein, cuya primera novela, QED, completada en Baltimore en 1903, fue un relato autobiográfico de este triángulo amoroso, con el personaje de Bookstaver llamado "Helen Thomas."
En 1906 Bookstaver se casó con Charles E. Knoblauch (1870–1934), un corredor de la Bolsa de Nueva York y veterano de la Guerra hispano-estadounidense en la casa de verano de su padre en Newport, Rhode Island. Después de una luna de miel en Europa, ella y su marido vivieron en "The Wyoming" en Nueva York. Ella adoptó el nombre de "Señora Charles E. Knoblauch."
Llevó los "retratos de palabra", manuscritos de Gertrude Stein de Matisse y Picasso a la oficina de Alfred Stieglitz en Camera Work en el 291 de la Quinta Avenida, (Galería de arte 291), e insistió en que Stieglitz los publicara. Este lo hizo en la edición de agosto de 1912 de Camera Work, una edición especial dedicada a Picasso y Matisse. Esta fue la primera publicación de Stein.
Stieglitz relató así el episodio, "En diciembre 1911, o quizás en enero de 1912, una enorme mujer que llevaba un enorme bulldog de Boston entró en 291.Tenía una carpeta llena de manuscritos bajo el brazo. Fue un espectáculo divertido ver a la mujer con su bulldog y su carpeta reventada en aquella minúscula habitación."
El perro, llamado Kuroki, era un bull terrier francés que se hizo famoso cuando Bookstaver lo sacó a pasear en 1915 "sin ningún bozal sobre su intrascendente nariz" (como informó The New York Times) una violación de las normas sanitarias. Su abogada Bertha Rembaugh argumentó "mientras los niños no sean amordazados los perros no deben ser …" El caso lo perdió, y Bookstaver pagó una multa. También en 1915 vendió la casa de su difunto padre, una casa de cuatro pisos que todavía está en pie en el 24 Este de la calle 64, en la Ciudad de Nueva York.
Más tarde formó parte de la Junta Directiva de la New York Women's Publishing Company. También fue editora de la revista Birth Control Review de Margaret Sanger.desde febrero de 1919.
Tradujo Les Peintres cubistes [Méditations Esthétiques] de Guillaume Apollinaire de 1913 como The Cubist Painters, Aesthetic Meditations publicado en The Little Review en tres partes en 1922.
Sin hijos y viuda desde 1934, Bookstaver murió en Nueva York en 1950. Alice B. Toklas exigió celosamente a Stein que quemara las cartas de Bookstaver. Sus otros papeles están dispersos o destruidos.